# Henri-Charles Plaut

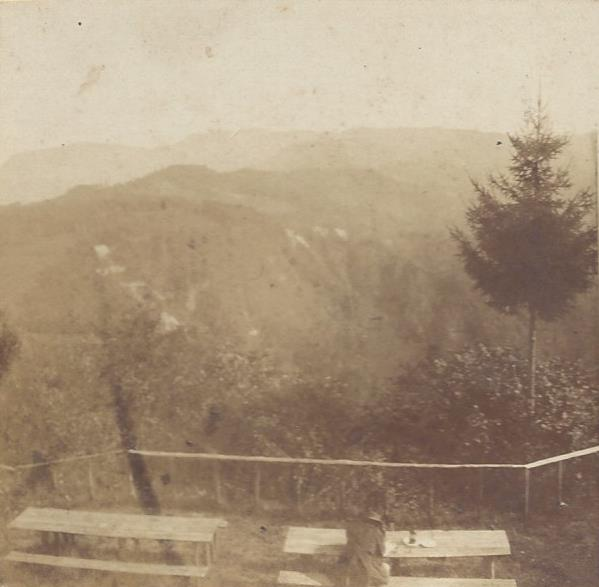
Henri-Charles Plaut bei der Rast auf dem Uetliberg, 1859

Henri-Charles Plaut (* 1819 in Paris; † nach 1870) war ein französischer Fotograf, Erfinder fotografischer Verfahren und Verleger von Stereoansichten.

## Leben

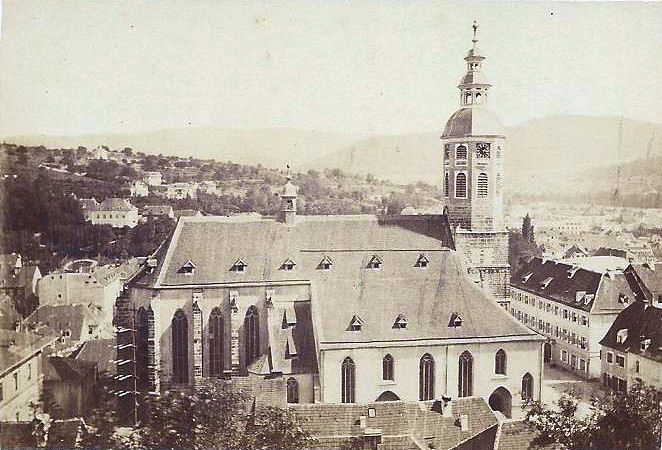
Henri-Charles Plaut: Stiftskirche in Baden-Baden, 1867

Henri-Charles Plaut wurde 1819 in Paris geboren. Über seine familiären Verhältnisse ist wenig bekannt. Sein Schwager Ernest Ladrey war ab 1860 ebenfalls als Fotograf in Paris aktiv. 1851 können Henri-Charles Plaut erste Porträtaufnahmen zugeordnet werden. Von 1852 datiert die erste bedeutsame Außenaufnahme von Notre Dame, die im Album Paris photographie bei Goupil & Cie éditeurs erschien. Zwischen 1852 und 1855 erhielt er mehrere Patente auf fotografische Prozesse und Kolorierungstechniken mit Wachs. 1854 nahm er an der Exhibition of the Industry of All Nations in New York teil, auf der er eine Medaille für eine Châssis multiple erhält. 1867 beteiligte sich Henri-Charles Plaut an der Weltausstellung in Paris.
Neben seinen Aufnahmen aus Paris und seiner Entwicklungsarbeit in der Technik Stereofotografie ist Plauts Tätigkeit als Wanderfotograf auf seinen Reisen durch Europa zwischen 1857 und 1867 von besonderem Interesse. Plaut fertigte meist mehrere Aufnahmen von einem Ort oder einer Ortschaft, wobei er oft ungewöhnliche Perspektiven wählte. Die Aufnahmen verlegte er zumeist als Stereoansichten. Der Katalog des Maison H. Plaut von 1865 ist nach Ländern und Sujets untergliedert. Aus den wichtigsten Ländern Westeuropas wurden jeweils zwischen 70 und 400 Fotografien angeboten. Hinzu kommen kleinere Auswahlen von Genreaufnahmen und Abbildungen aus Museen. Henri-Charles Plaut war in seinem Atelier in Paris, Rue Vanneau 52 bis Ende 1870 tätig. Das Lebensende verliert sich im Dunkeln.

## Katalog
- Catalogue des Collection d'Épreuves stéreoscopiques de la Maison H. Plaut. Eigenverlag, um 1865.

## Schweizeransichten von Henri-Charles Plaut, 348 Items

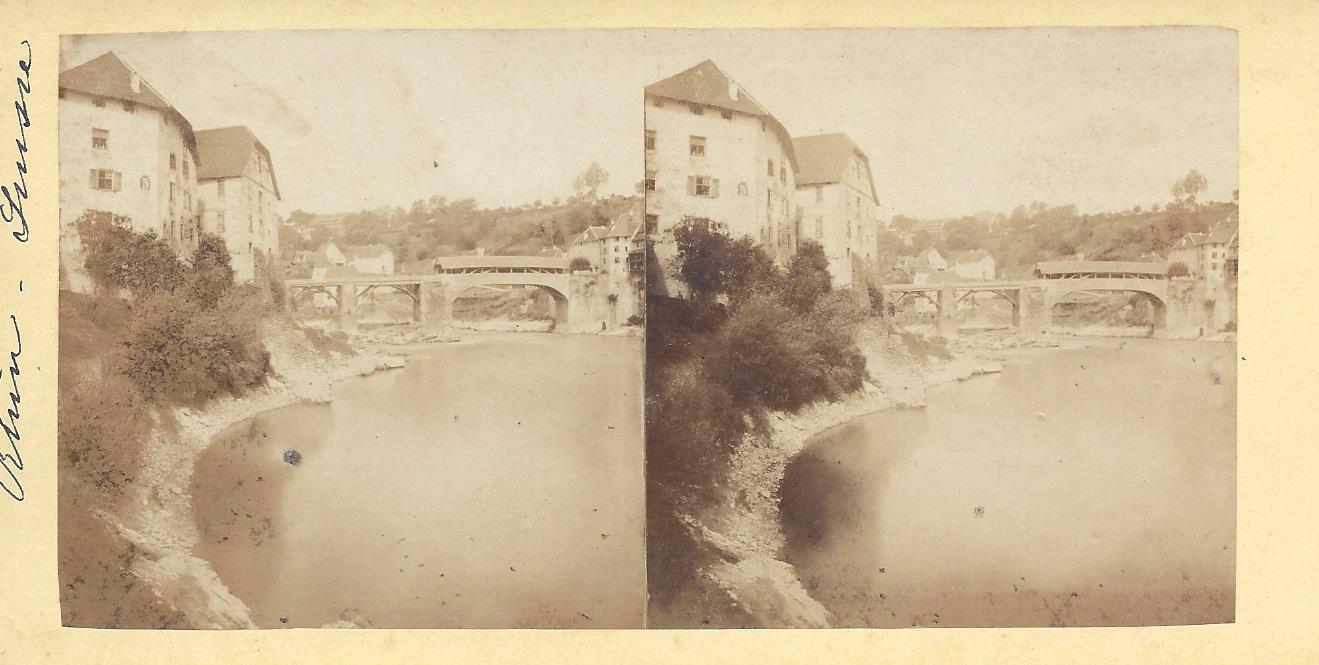
Rheinbrücke von Laufenburg, N°199, 1859
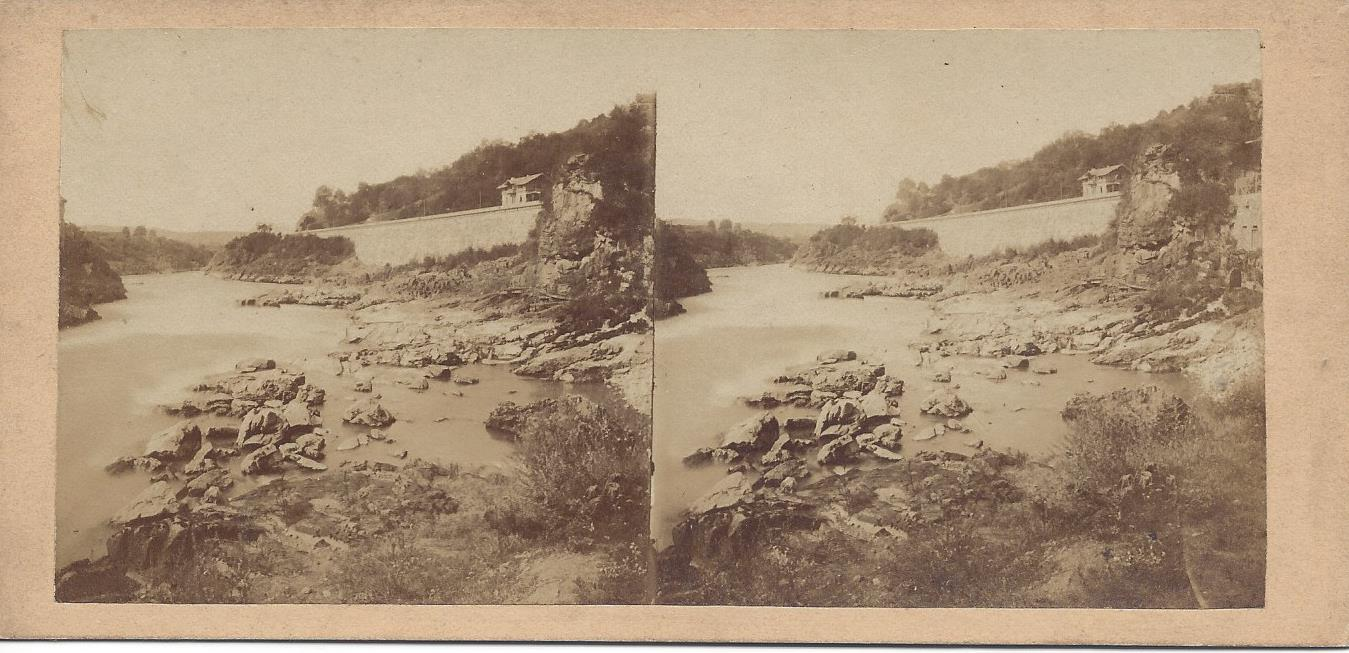
Rhein und Bahnhof bei Kleinlaufenburg, N°206, 1859
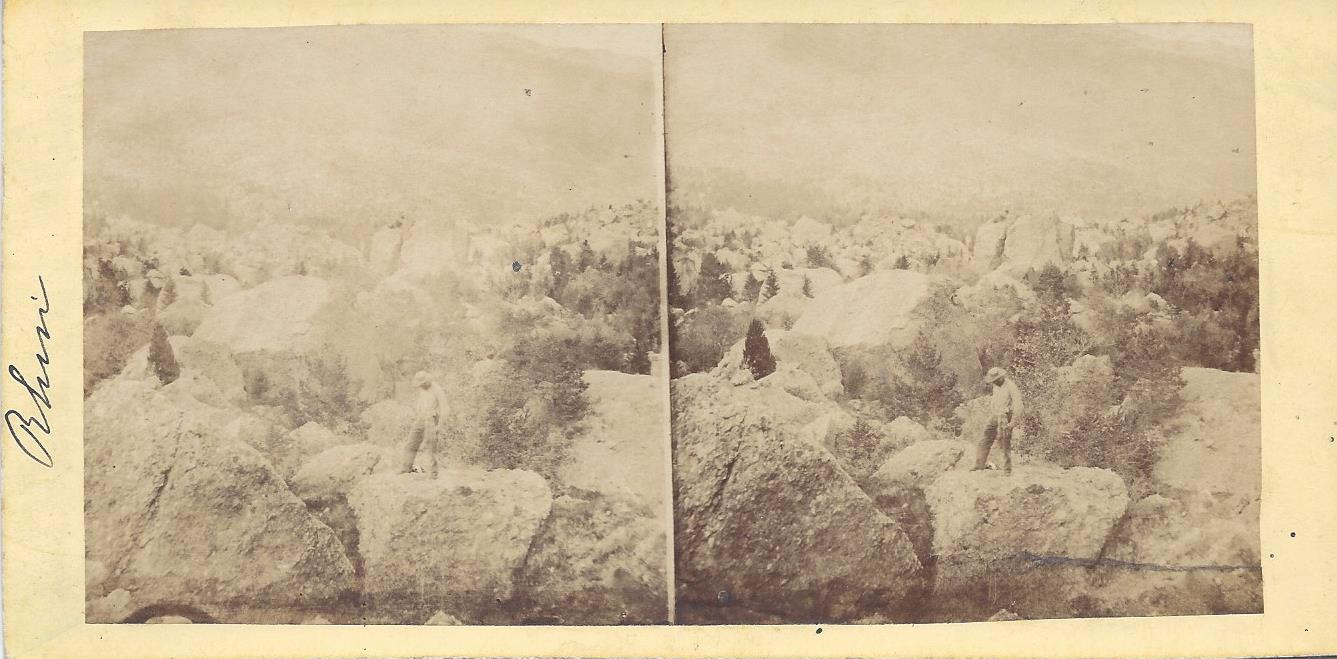
Bergsturzgebiet von Goldau, N°279, 1859
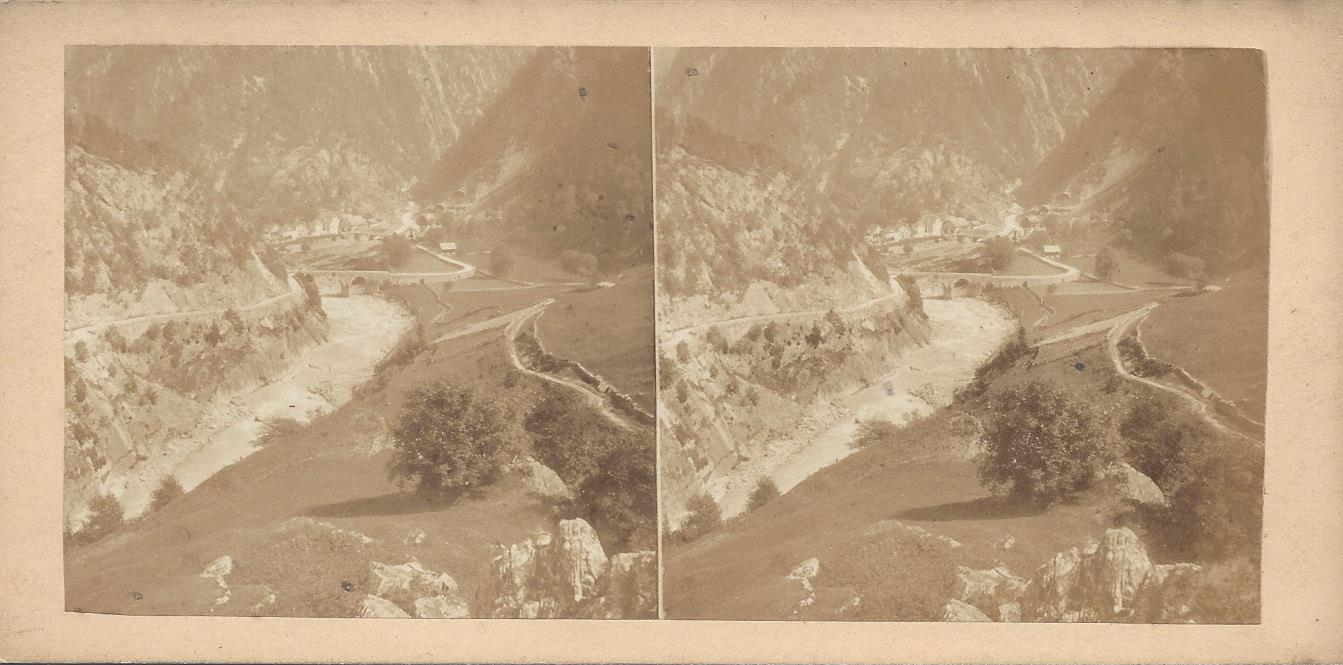
Tal der Reuss, N°304, 1859

## Bords du Rhin von Henri-Charles Plaut, 146 Items

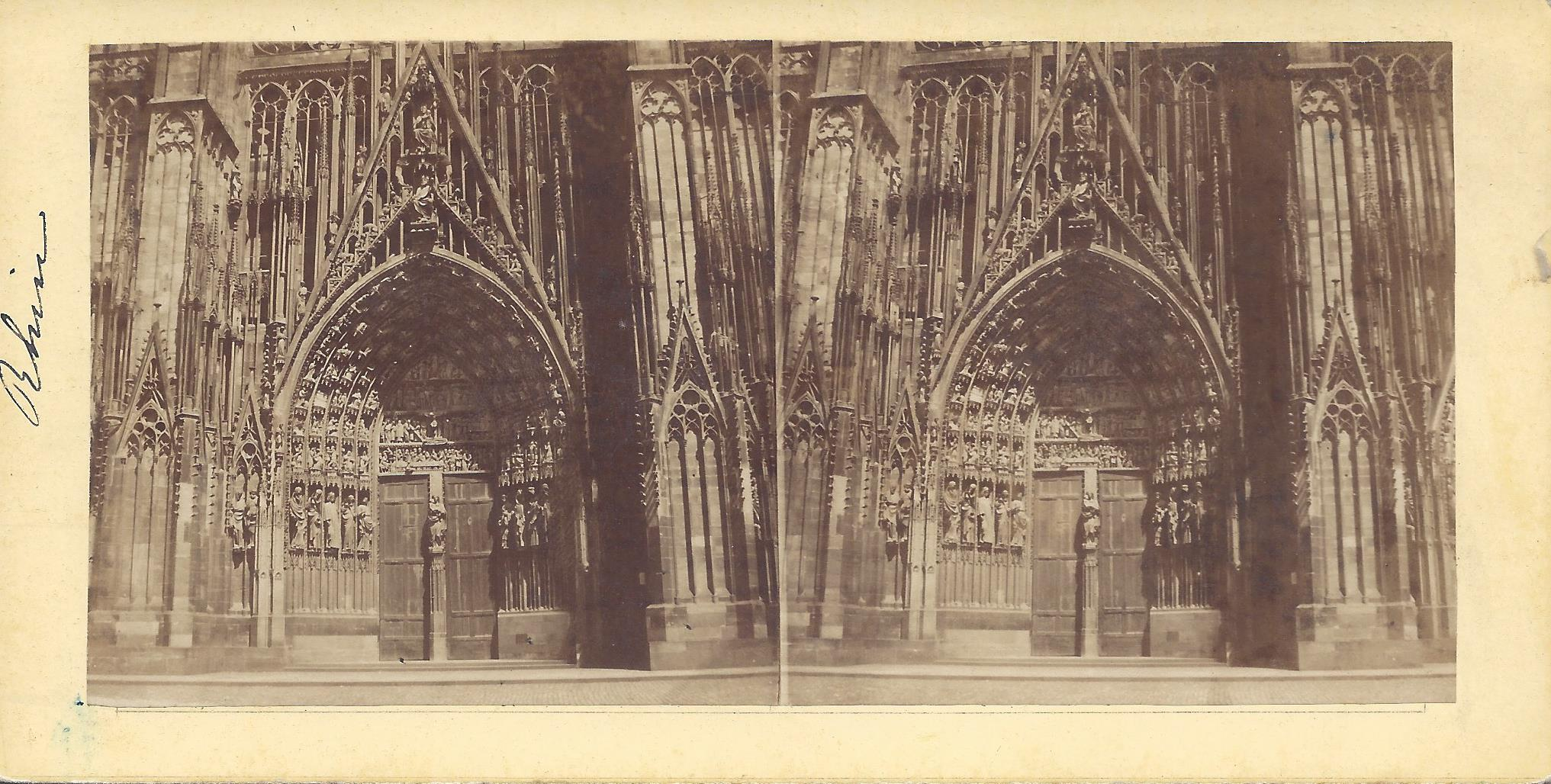
Das Portal des Straßburger Münsters, N°5, 1859
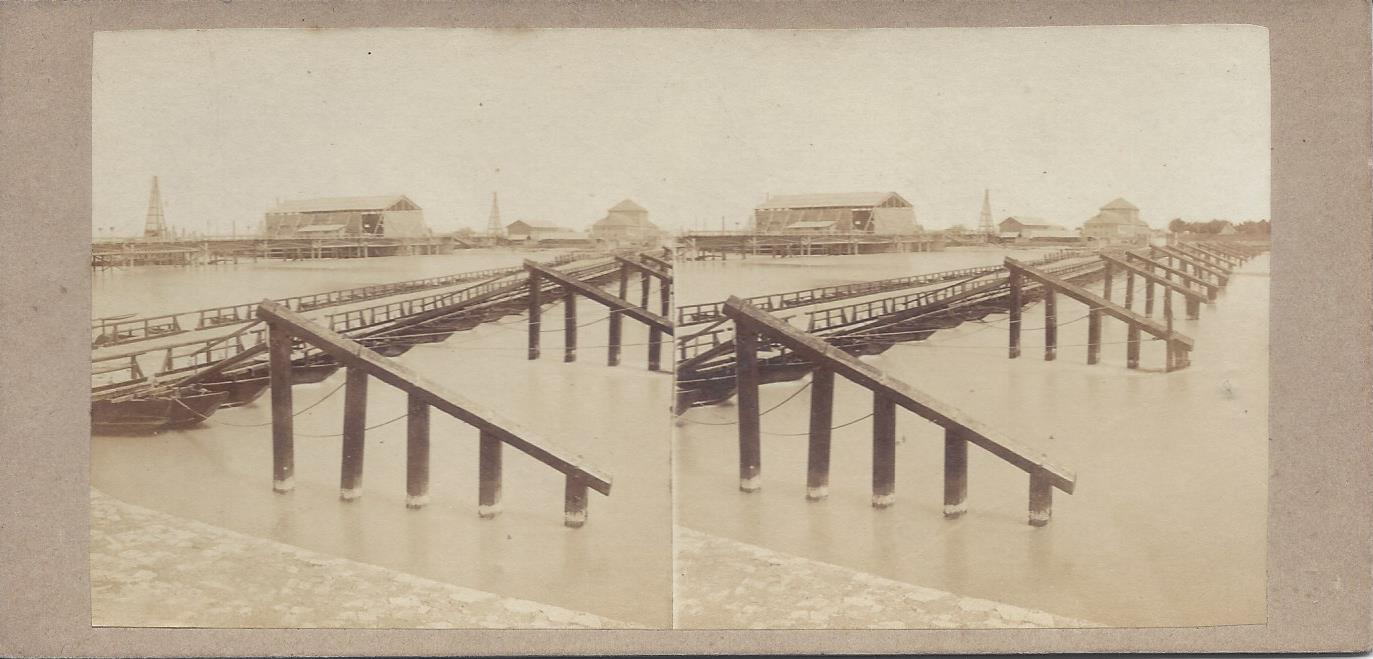
Die Rheinbrücken von Kehl, N°20, 1859
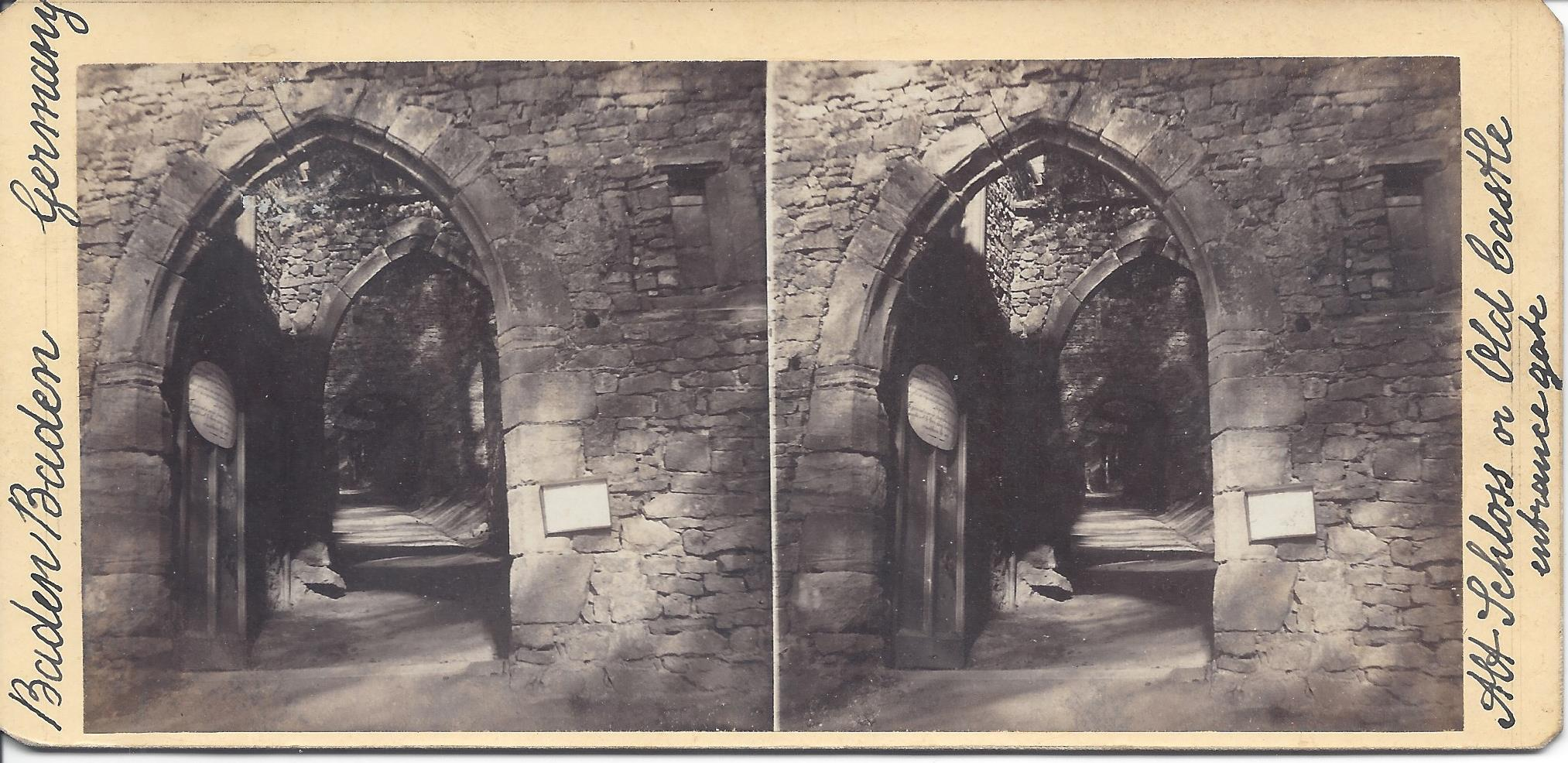
Der Eingang zum Alten Schloß in Baden-Baden, N° 32, 1859
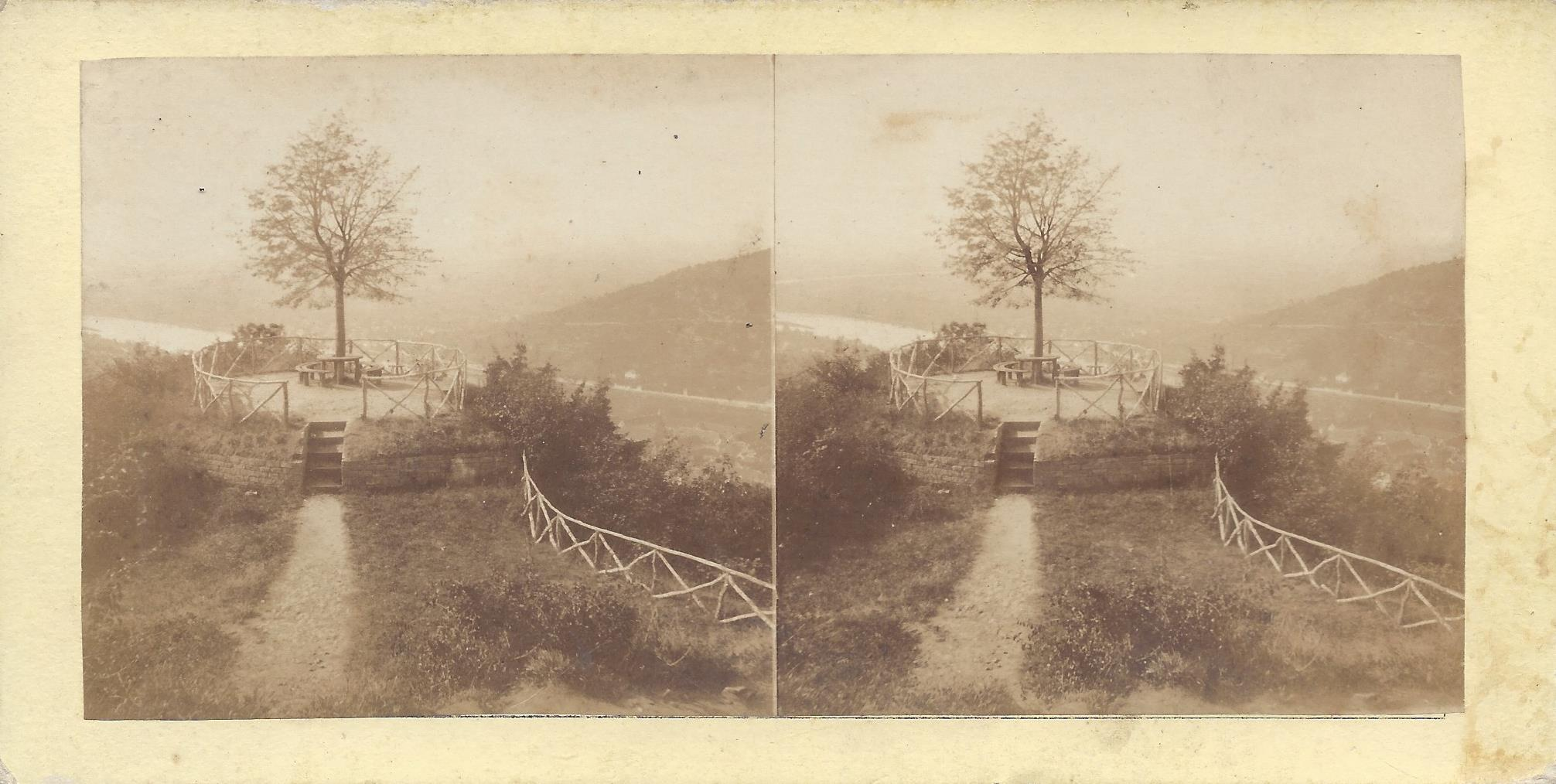
Blick in die Pfalz, N° 53, 1859